# Ischionodonta serratula
Ischionodonta serratula là một loài bọ cánh cứng trong họ Cerambycidae.